# Colpo di stato (film 1969)
Colpo di stato è un film commedia italiano del 1969, diretto da Luciano Salce. È una commedia satirica che si inserisce nell'allora sconosciuto filone della fantapolitica, ambientata tre anni nel futuro dal momento in cui fu distribuita la pellicola. Ritenuto scomodo nel clima politico dell'Italia dell'epoca, il film ebbe scarsissima diffusione e fu boicottato dalla critica militante.

## Trama
Italia, 1972. Si stanno svolgendo le elezioni politiche e, come al solito, ci si aspetta una vittoria della Democrazia Cristiana; ma il calcolatore elettronico del Ministero dell'interno rivela che il partito ad aver ottenuto il maggior numero di suffragi è il Partito Comunista Italiano.
Subito si scatena il panico: gli Stati Uniti d'America allertano il sistema missilistico dopo che l'ambasciatore statunitense in Italia ha parlato con il Presidente Johnson, i ricchi (tra cui il cantante Claudio Villa) fuggono a bordo dei loro yacht e gli ufficiali dell'esercito consigliano al Presidente del Consiglio e al Capo dello Stato un golpe militare per mantenere il potere.
Saranno gli stessi comunisti, dopo un colloquio con le autorità di Mosca, a dichiarare che i risultati sono sbagliati, mentre l'inventore del cervellone elettronico sarà internato in manicomio.

## Produzione
Il film fu realizzato su un soggetto originale dello sceneggiatore Ennio De Concini.
Il regista Luciano Salce compare nel film nella parte di se stesso, nei panni autoironici del regista di successo cui vengono rubate delle foto personali all'inizio del film.
Le riprese del film si sono svolte nel 1968 a Roma al Palazzo dello Sport all'EUR, dove venne temporaneamente collocato il calcolatore elettronico chiamato Lilly, che era composto da 325.000 transistor, 2.800 valvole, 4.000 raddrizzatori e 700 condensatori, per un totale di 82.000 elementi, presentato anche alla stampa da Salce l'11 aprile 1968.. Altre riprese sono state effettuate a piazza San Pietro, in piazza di Spagna e all'aeroporto di Fiumicino.

## Colonna sonora
La canzone cantata dal sosia di Claudio Villa alla televisione è Granada, eseguita per la prima volta dal cantante nel 1957; tra le canzoni cantate da Anna Ferretti (interpretata da Anna Casalino, futura moglie di Silvano Spadaccino, anch'egli attore nel film), vi è Sebben che siamo donne (La Lega), canzone popolare socialista risalente all'inizio del secolo.
La colonna sonora originale del film di Gianni Marchetti invece è stata pubblicata in formato LP dall'etichetta discografica CAM nel 1969. È stata poi ristampata dalla Beat Records in formato CD nel 2016, con l'aggiunta di 25 minuti di tracce extra..

## Distribuzione
La prima del film fu proiettata al Teatro Sociale di Voghera (PV) il 13 marzo 1969 e due giorni dopo venne proiettato al Cinema Barberini di Roma.
Il film ebbe una scarsa distribuzione cinematografica e, colpito dalla critica militante sia di destra sia di sinistra del tempo e ritenuto "scomodo" dall'establishment politico, rimase nelle sale per solo due giorni e scomparve rapidamente per finire relegato alla Cineteca Nazionale fino al 2002 quando scomparve forse l'unica copia disponibile. Da allora la pellicola è stata riproposta solo in rarissime occasioni: il 17 giugno 1985 su Canale 5; il 13 aprile 1989 su Odeon TV e nel 2004 nell'ambito della rassegna Storia segreta del cinema italiano - Italian Kings of the B's durante la 61ª Mostra internazionale d'arte cinematografica di Venezia.
I diritti del film appartengono alla Cristaldifilm, già Vides Cinematografica e casa produttrice del film.

## Accoglienza

### Incassi
Il film incassò circa 100 milioni di lire mentre l'altro film di Salce, Il prof. dott. Guido Tersilli... con protagonista Alberto Sordi incassò ben tre miliardi di lire.

### Critica
Leonard Maltin descrive il film come una "Satira divertente, è bollata all'inizio di qualunquismo, è un'opera che è invecchiata bene e, nonostante alcune cadute di ritmo e qualche banalità, si rivela acuta e profetica. Notevoli i sosia dei potenti dell'epoca da Saragat a De Lorenzo".
Mentre FantaFilm del film dice che "è senza dubbio l'opera più scomoda, più personale e più incompresa di Luciano Salce. Ancora oggi attuale e provocatorio, solido nell'impianto cronachistico e coraggioso nel rifiutare i più remunerativi modelli della commedia all'italiana, il film si segnala anche per le originali scenografie che ricostruiscono nel quartiere romano dell'Eur "la stanza dei bottoni" nella quale i potenti di turno decidono il destino di una nazione. […] Realizzato nell'infuocato clima politico del Sessantotto, il film fu subito liquidato dalla critica militante, sia di destra che di sinistra, come scriteriato esempio di fantapolitica, velleitario nello stile documentaristico da cinema-verità e qualunquista (fascista o estremista, secondo gli opposti punti di vista) nei contenuti."